# Ruta Nacional A012 (Argentina)
La Ruta Nacional A012 es una carretera argentina asfaltada, que se encuentra en el sudeste de la provincia de Santa Fe. Tiene un trazado semicircular con centro en la ciudad de Rosario.
Desde el empalme con la Ruta Nacional 9 en el km 278, en la localidad de Pueblo Esther, hasta el empalme con la Ruta Nacional 11 en el km 326 en la ciudad de San Lorenzo recorre 67 km. A esta ruta se la conoce popularmente como Segunda avenida de circunvalación de Rosario, ya que bordea la zona metropolitana del Gran Rosario. La Primera Circunvalación de Rosario es la Ruta Nacional A008, que bordea solamente el casco urbano principal de la ciudad.
Se encuentra en construcción la segunda calzada de esta ruta.

## Localidades
Las ciudades y pueblos por los que pasa esta ruta en sentido horario son los siguientes (los pueblos con menos de 5000 habitantes figuran en itálica).

### Provincia de Santa Fe
Recorrido: 67 km (kilómetro 0 a 67).
- Departamento Rosario: Piñero (km 15) y Zavalla (km 24).
- Departamento San Lorenzo: Roldán (km 42), Paraje Vicente A. Echeverría (km. 55), Ricardone (km 61) y San Lorenzo (km 66-67).

## Historia
Este camino era originalmente la Ruta Provincial 16, una vía de la red de coparticipación federal. Para su pavimentación, se la dividió en dos tramos: de Pueblo Esther a Zavalla y de esta localidad a San Lorenzo. Ambos tramos fueron adjudicados a la misma empresa, que comenzó los trabajos el 9 de octubre de 1961 y el 30 de abril de 1962 respectivamente.
Mediante el Decreto Nacional 1595 del año 1979 este camino pasó a jurisdicción nacional.

## Gestión
En el año 2003 se licitaron varios corredores viales. El Corredor Vial número 3, que en este camino incluye el tramo desde el empalme con la Ruta Nacional 9 en Pueblo Esther (kilómetro 0) hasta el empalme con la misma ruta en Roldán (km 42), fue adjudicado a la empresa Vial 3. A partir del año 2010 se hizo cargo de este tramo de la ruta la unión transitoria de empresas Cincovial.
El tramo al norte de Roldán se encuentra bajo la modalidad de contratos de remodelación y mantenimiento (C.Re.Ma.) en la malla 202B.

## Estaciones de servicio
Las siguientes nombradas son las áreas de servicio donde se puede repostar combustible, descansar, etc en los diferentes tramos de la Ruta A012. Ordenadas del extremo septentrional al meridional.
- Departamento San Lorenzo:
  - Acceso Sur San Lorenzo SRL. Ruta A012 (ascendente) y Vías del Ferrocarril General Bartolomé Mitre, San Lorenzo. Es YPF
  - Ruta 12 SA: Ruta A012 y Acceso Sur. San Lorenzo
  - Posta 16 SRL: Ruta A012 km 48.5. Roldán. De bandera blanca (sin marca), previamente fue YPF.
- Departamento Rosario:
  - Pegorín y Cía SRL: Ruta prov. 14 km 13. Piñero. Está a pocos kilómetros de la A012 y es de marca SOL.
  - Laboranti SRL: Ruta A012 y Ruta provincial 14. Es dual (combustibles líquidos y GNC) de marca OIL Combustibles.
  - Araguas, María Virginia: Ruta A012 km 6. Es dual (combustibles líquidos y GNC) de bandera blanca (sin marca).
  - Sebastiani, Silvia Lucía: Ruta A012 y Ruta prov. 25. Alvear. Es de combustibles líquidos y marca OIL Combustibles.